# Semidalis biprojecta
Semidalis biprojecta är en insektsart som beskrevs av C.-k. Yang och Z.-q. Liu 1994. Semidalis biprojecta ingår i släktet Semidalis och familjen vaxsländor. Inga underarter finns listade i Catalogue of Life.